# 施馬爾盧欽湖

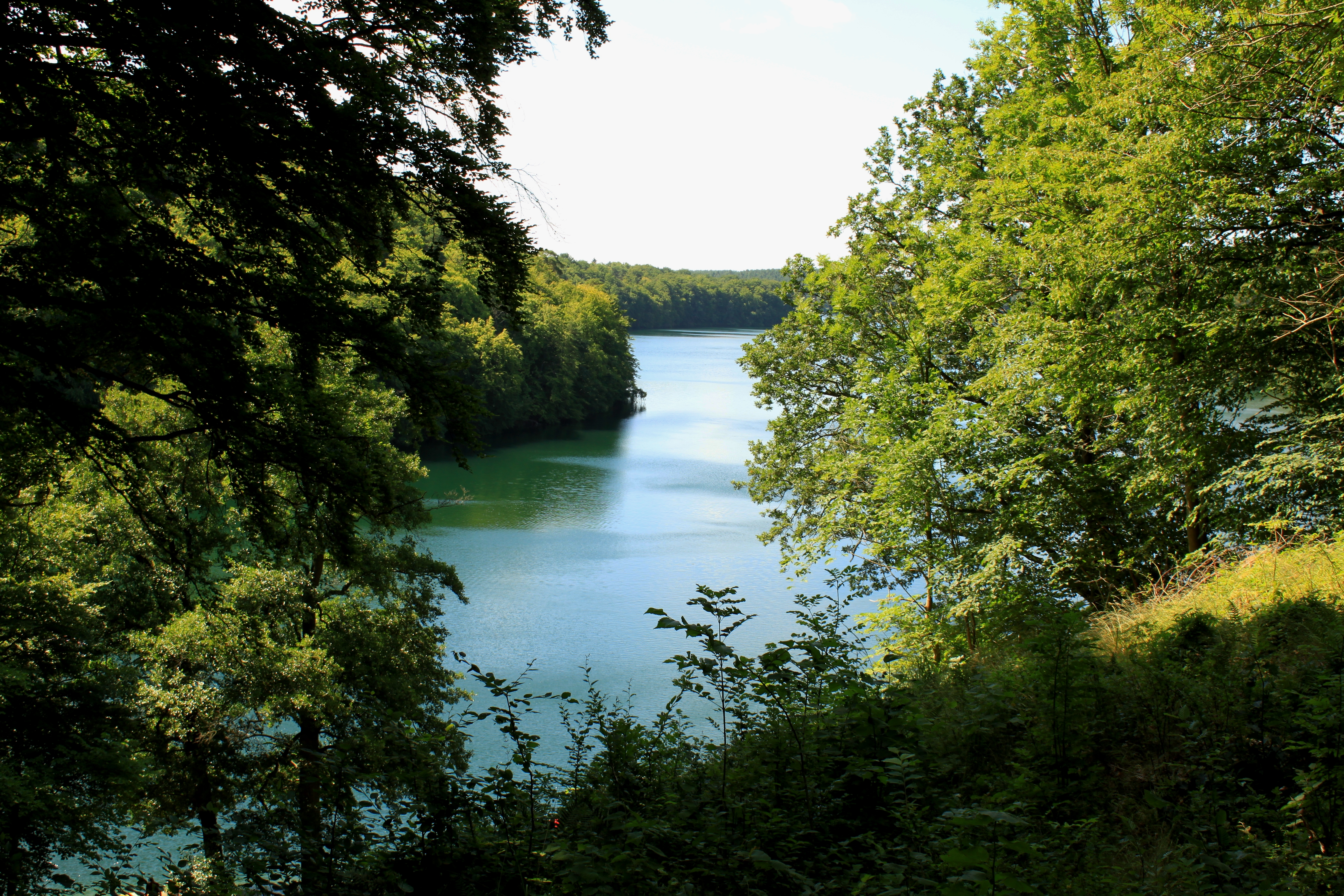

53°19′6″N 13°26′8″E / 53.31833°N 13.43556°E
施馬爾盧欽湖（德語：Schmaler Luzin），是德國的湖泊，位於該國東北部梅克倫堡-前波美拉尼亞州，由梅克倫堡湖區郡負責管轄，長6.7公里、寬3.9公里，面積1.5平方公里，海拔高度84米，平均水深15米，最大水深34米，湖岸線長度15公里，水體容量2,098萬立方米。上游为布赖特卢钦湖。